# Iwan Anatoljewitsch Chlynzew
Iwan Anatoljewitsch Chlynzew (russisch Иван Анатольевич Хлынцев; * 16. Juni 1981 in Salawat, Russische SFSR) ist ein russischer Eishockeyspieler, der seit Oktober 2014 beim Juschny Ural Orsk in der Wysschaja Hockey-Liga unter Vertrag steht.

## Karriere
Iwan Chlynzew begann seine Karriere als Eishockeyspieler in der Nachwuchsabteilung von Neftechimik Nischnekamsk, für dessen Profimannschaft er in der Saison 1999/2000 sein Debüt in der Superliga gab. Dabei blieb er in zwei Spielen punkt- und straflos. Bereits seit 1998 hatte er für Neftechimiks zweite Mannschaft in der drittklassigen Perwaja Liga gespielt. Im Sommer 2000 wechselte der Angreifer zu Neftjanik Leninogorsk, bei dem er die nächsten eineinhalb Jahre verbrachte, ehe er vom HK Wizebsk aus der belarussischen Extraliga verpflichtet wurde. Für diesen trat er in der Saison 2001/02 parallel in der zweiten Division der East European Hockey League an. Die folgende Spielzeit begann er ebenfalls in Belarus beim HK Homel, für den er ebenso in der ersten Division der East European Hockey League auf dem Eis stand, wie im späteren Saisonverlauf für seinen Ex-Klub HK Wizebsk.
Von 2003 bis 2005 stand Chlynzew je ein Jahr lang beim HK Woronesch und Sauralje Kurgan in der Wysschaja Liga, der zweiten russischen Spielklasse, unter Vertrag. Anschließend wechselte er zum Erstligisten Salawat Julajew Ufa, für den er im Laufe der Saison 2005/06 in 20 Spielen in der Superliga auf dem Eis stand und dabei drei Tore erzielte, sowie zwei Vorlagen gab. Die folgenden drei Spielzeiten verbrachte der Russe beim Zweitligisten Toros Neftekamsk, ehe er zur Saison 2009/10 zum HK Jugra Chanty-Mansijsk wechselte. Mit dem HK Jugra gewann er 2010 die Meisterschaft der zweiten Liga, zudem wurde der Klub zur folgenden Spielzeit in die Kontinentale Hockey-Liga aufgenommen.
Seit Oktober 2014 steht Chlynzew beim Juschny Ural Orsk in der Wysschaja Hockey-Liga unter Vertrag.

## Statistik
(Stand: Ende der Saison 2013/14)